# Книппенберг, Алфред
Алфред Книппенберг (нидерл. Alfred Knippenberg; род. 27 августа 1969, Девентер) — нидерландский футболист, полузащитник, играл также на позиции защитника. Выступал за «Гоу Эхед Иглз», ДС’79, «Хераклес», «Телстар», ВВВ и «Зволле».

## Биография
Алфред Книппенберг родился в городе Девентере 27 августа 1969 года. Футболом он начал заниматься в родном городе, именно там и заметили его талант. Вскоре Книппенберг попал в юношескую сборную Нидерландов, в ней Алфред часто был капитаном. Затем Книппенберг оказался в главной команде Девентера, в клубе «Гоу Эхед Иглз». Первоначально планировалось, что Алфред будет играть за молодежную команду, но уже в возрасте 16 лет он дебютировал в чемпионате Нидерландов на позиции правого защитника в игре против «Эксельсиора», состоявшейся 16 августа 1986 года. В дебютном сезоне Алфдред отыграл за команду 10 игр в чемпионате, по итогам которого, «Гоу Эхед Иглз» выбыл в Первый дивизион. Даже несмотря на это, Книппенберг остался в команде и отыграл за клуб ещё один сезон.
В 1988 году Алфред перешёл в клуб ДС’79, позже отыграл один сезон за Хераклес, а затем вновь вернулся в «Гоу Эхед Иглз». В сезоне 1991/92 Книппенберг редко использовался главным тренером, за сезон он сыграл лишь в восьми матчах чемпионата. С 1993 по 1996 год Алфред выступал за четыре разных клуба, сначала за «Телстар», в котором Книппенберг провёл всего 5 матчей в чемпионате. Затем было третье возвращение в «Гоу Эхед Иглз». При тренере Хенке тен Кате Алфред был неизменным игроком основного состава. Сезон 1994/1995 Книппенберг провёл в аренде в клубе ВВВ, а летом 1995 года подписал двухлетний контракт с клубом «Зволле». Сезон спустя, Алфред завершил профессиональную карьеру, но продолжил играть на любительском уровне.